# Pietra de’ Giorgi
Pietra de’ Giorgi (lombardul: Préda di Giorg) település Olaszországban, Lombardia régióban, Pavia megyében. Lakosainak száma 751 fő (2023. január 1.). Pietra de’ Giorgi Castana, Cigognola, Lirio, Mornico Losana, Redavalle, Santa Maria della Versa, Broni, Montalto Pavese és Santa Giuletta községekkel határos.

## Népesség
A település lakossága az elmúlt években az alábbi módon változott:
| Lakosok száma | 850  | 854  | 751  |
|               | 2017 | 2018 | 2023 |